# Кемпе (Сандомирський повіт)
Кемпе (пол. Kępie) — село в Польщі, у гміні Клімонтув Сандомирського повіту Свентокшиського воєводства.
Населення — 72 особи (2011).
У 1975-1998 роках село належало до Тарнобжезького воєводства.

## Демографія
Демографічна структура на день 31 березня 2011 року:
|          | Загалом | Допрацездатний вік | Працездатний вік | Постпрацездатний вік |
| -------- | ------- | ------------------ | ---------------- | -------------------- |
| Чоловіки | 32      | 4                  | 22               | 6                    |
| Жінки    | 40      | 14                 | 18               | 8                    |
| Разом    | 72      | 18                 | 40               | 14                   |